# Persuasió (pel·lícula de 2022)
Persuasió (originalment en anglès, Persuasion) és una pel·lícula dramàtica estatunidenca dirigida per Carrie Cracknell a partir d'un guió de Ron Bass i Alice Victoria Winslow, basada en la novel·la homònima de Jane Austen. És protagonitzada per Dakota Johnson, Cosmo Jarvis, Nikki Amuka-Bird, Richard E. Grant i Henry Golding.
El rodatge principal va començar el maig de 2021. Es va estrenar a Netflix el 15 de juliol de 2022, amb la versió original subtitulada al català.

## Repartiment
- Dakota Johnson com a Anne Elliot
- Cosmo Jarvis com el capità Frederick Wentworth
- Henry Golding com a Mr. William Elliot
- Richard E. Grant com a Sir Walter Elliot
- Nikki Amuka-Bird com a Lady Russell
- Suki Waterhouse
- Ben Bailey
- Izuka Hoyle com a Henrietta Musgrove
- Mia McKenna-Bruce com a Mary Elliot
- Nia Towle com a Louisa Musgrove
- Edward Bluemel
- Lydia Rose Bewley
- Yolanda Kettle